# Perflubron

Structuur van perfluoroctylbromide

Perflubron (perfluoroctylbromide, C8F17Br) is een perfluorkoolwaterstof (Engels: PFC, perfluorocarbon, d.i. een koolwaterstof waarin alle waterstofatomen zijn vervangen door fluoratomen) met één broomatoom. Het wordt in de geneeskunde gebruikt als een bloedsubstituut (een hemoglobinevervanger) of bij de behandeling van beschadigde longen. Net als hemoglobine kan perflubron of een soortgelijke PFC, zuurstof en koolstofdioxide transporteren tussen de longen en de weefsels in het lichaam via de bloedvaten.
PFC's zijn kleurloze, reukloze, niet-geleidende en niet-ontvlambare vloeistoffen, met een dichtheid die ongeveer het dubbele is van water. Ze kunnen grote hoeveelheden zuurstof en koolstofdioxide oplossen. Het zijn biologisch inerte, stabiele verbindingen die niet door het lichaam worden gemetaboliseerd.
Perflubron wordt gecommercialiseerd door de Amerikaanse firma Alliance Pharmaceutical Corporation in twee producten:
- LiquiVent®, dit is vloeibaar, zuiver perflubron. Dit is bedoeld om gebruikt te worden bij zogenaamde vloeistofbeademing (Engels: liquid ventilation of liquid breathing), bij de behandeling van beschadigde longen met dichtgeklapte longblaasjes (ten gevolge van verbranding, het inademen van giftige stoffen, infecties, of premature geboorte). Hierbij pompt men een zuurstofrijke vloeistof, hier dus perflubron, in de longen van de patiënt. Dit laat toe dat de dichtgeklapte alveoli (longblaasjes) weer kunnen openen en dat het transport van zuurstof en koolstofdioxide verbeterd wordt. "Liquid ventilation" kan ook gebeuren met een zuurstofhoudende zoutoplossing, maar perflubron kan ongeveer 20 keer meer zuurstof oplossen dan een zoutoplossing.

- Oxygent™, dit is een emulsie van kleine (1/40e van een rode bloedcel) partikels, bestaande uit perflubron in een omhulsel van een oppervlakteactieve stof (lecithine), in een waterige oplossing. Oxygent is bedoeld om bij operaties in de bloedsomloop van de patiënt te worden gebracht, en zo de behoefte aan donorbloed te verminderen. De Oxygentpartikels nemen zuurstof op in de longen en leveren de zuurstof weer af aan weefsels in het lichaam. Ze nemen ook CO2 uit de weefsels mee terug naar de longen. Oxygent is dus een soort (partiële) bloedvervanger; de afgave van zuurstof aan weefsels gebeurt trouwens sneller dan door hemoglobine. De Oxygentpartikels worden door de normale lichaamsprocessen binnen 48 uren uit het lichaam verwijderd.

Perflubron en andere PFC's staan op de lijst van verboden dopingmiddelen in de sport. Ze kunnen immers gebruikt worden om het zuurstoftransport van de longen naar de weefsels kunstmatig te verhogen en zo verhoogde en langere prestaties te bekomen, vooral bij duursporten.